# Хидрокела
Хидрокела је назив који означава једнострано или обострано накупљање течности у овојницама тестиса или у семеноводу. У десет посто случајева хидрокела је обострана. Клиничком сликом хидрокеле доминира оток и осећај тежине у скротуму (мошницама) и препонама.

## Етиологија
Узроци хидрокеле су многобројни. Код деце је један од честих узрока необлитерирана комуникација између трбушне дупље и скротума. Овај тип хидрокеле носи назива „комуницирајући тип хидрокеле“.
Што се тиче другог типа или некомуницирајућег облика хидрокеле, он настаје као последица неравнотеже између стварања, упијања (апсорпције) и накупљања течности у овојницама тестиса. Неки од узрока овог типа хидрокеле су запаљењски процеси у подручју скротума и тестиса (епидимитис, орхитис), затим трауме тестиса, тумори тестиса итд.

## Клиничка слика
Код већине болесника хидрокелу не изазива никакве симптоме. У осталим случајевим манифестује се:
- пуноћом скроталне кесе и отежаним напипавање тестиса унутар ње
- промене код хидрокеле се могу наћи са једне, или са обе стране
- бол је најчешће осутан
- слободна течност се најчешће налази испред тестиса и може бити удружен скроталном килом
- неплодност, ако је хидрокеле удружене са стерилитетом који је настао као последица запаљењских процеса у скротуму

## Дијагноза
Анамнеза, клиничка слика објективни преглед
Дијагноза се поставља на основу анамнезе, клиничке слике и објективног прегледа са просветљавањем мошница, што је обично довољно да се постави дијагноза хидрокеле.
Ултрасонографија
Ултразвучни преглед мошница обично потврђује дијагнозу хидрокеле код нејасних случајева.
Допунска испитивања
Допунска испитивања су потребна у случају сумње на удржене болести које изазивају хидрокелу (присуство инфестација, жаришна туберкулоза, присуство туморског процеса на тестисима итд).

## Диференцијална дијагноза
Дференцијално дијагностички треба имати у виду:
- Торзију тестикуларних апендикса

## Терапија
Лакши облици комуницирајућих хидрокела не захтевају лечење, већ само редовно праћење.
Једна од метода лечења је и скротална аспирација са склеротерапијом хемискротума, коришћењем раствора тетрациклина или доксициклина. Склерозни агенси се не смеју користити код деце због ризика од хемијског перитонитиса.
Хируршко лечење се узима у обзир само приликом накупљања слободних течности у хидрокели у већим количинама, и подразумева лигатуру вагиналне тунике тестиса и евакуацију (дренажу) акумулиране течности.
У случајевима када је хидрокрекинг повезан са другим болестима, такође је неопходно третирати основну болест која је узроковала некомуницирајућу хидроцикелу.